# Simoradz
Simoradz is een plaats in het Poolse district Cieszyński, woiwodschap Silezië
De plaats maakt deel uit van de gemeente Dębowiec en telt 987 inwoners.